# Чемпіонат світу з кросу 2011
Чемпіонат світу з кросу 2011 був проведений 20 березня в Пунта-Умбрії.
Місце кожної країни у командному заліку у кожному забігу визначалося сумою місць, які посіли перші четверо спортсменів цієї країни.

## Чоловіки
| Першість | Золото                                                                                   | Золото                  | Срібло                                                                              | Срібло              | Бронза                                                                     | Бронза            |
| -------- | ---------------------------------------------------------------------------------------- | ----------------------- | ----------------------------------------------------------------------------------- | ------------------- | -------------------------------------------------------------------------- | ----------------- |
| Особиста | Імане Мерга Ефіопія                                                                      | 33.50                   | Пол Тануї Кенія                                                                     | 33.52               | Вінсент Чепкок Кенія                                                       | 33.53             |
| Командна | КеніяПол Тануї Вінсент Чепкок Метью Кісоріо Джеффрі Мутаї Філемон Лімо Хосея Мачаріньянг | 14 очок2 3 4 5 (7) (10) | ЕфіопіяІмане Мерга Месфін Алему Діно Сефер Феїса Лілеса Белете Ассефа Абера Кума[a] | 381 8 12 17 (45) DQ | УгандаСтівен Кіпротіч Мозес Кіпсіро Джеффрі Кусуро Діксон Гуру Мозес Кібет | 496 11 13 19 (22) |

a  Регламент змагань не передбачав вручення медалі за підсумками командного заліку тим спортсменам, які були дискваліфіковані.
| Першість | Золото                                                                                     | Золото                    | Срібло                                                                              | Срібло              | Бронза                                                                     | Бронза           |
| -------- | ------------------------------------------------------------------------------------------ | ------------------------- | ----------------------------------------------------------------------------------- | ------------------- | -------------------------------------------------------------------------- | ---------------- |
| Особиста | Джеффрі Камворор Кенія                                                                     | 22.21                     | Томас Аєко Уганда                                                                   | 22.27               | Патрік Мутунга Кенія                                                       | 22.32            |
| Командна | КеніяДжеффрі Камворор Патрік Мутунга Джеймс Рунгару Ісая Коеч Філемон Ятор Джастін Черуйот | 20 очок1 3 6 10 (13) (14) | ЕфіопіяБонса Діда Фікаду Хафту Муктар Едріс Їтаял Атнафу Тесфає Черу Тесхоме Тафесе | 244 5 7 8 (11) (19) | УгандаТомас Аєко Джейкоб Араптані Пітер Кібет Філліп Кіп'єко Данієль Ротіч | 502 9 15 24 (25) |

## Жінки
| Першість | Золото                                                                                      | Золото                  | Срібло                                                                                         | Срібло               | Бронза                                                                                   | Бронза                 |
| -------- | ------------------------------------------------------------------------------------------- | ----------------------- | ---------------------------------------------------------------------------------------------- | -------------------- | ---------------------------------------------------------------------------------------- | ---------------------- |
| Особиста | Вів'єн Черуйот Кенія                                                                        | 24.58                   | Лінет Масаї Кенія                                                                              | 25.07                | Шелейн Фленеген США                                                                      | 25.10                  |
| Командна | КеніяВів'єн Черуйот Лінет Масаї Пріска Чероно Полін Коріквіанг Лінет Чепкуруї Сільвія Кібет | 15 очок1 2 5 7 (8) (13) | ЕфіопіяМеселеч Мелкаму Вуде Аялеу Гензебе Дібаба Белайнеш Ольджіра Хівот Аялеу Меріма Мохаммед | 294 6 9 10 (11) (15) | СШАШелейн Фленеген Моллі Гаддл Магдалена Леві Буле Блейк Расселл Алісса Доула Лайза Колл | 573 17 18 19 (28) (39) |

| Першість | Золото                                                                                  | Золото                   | Срібло                                                                                       | Срібло             | Бронза                                                                            | Бронза                  |
| -------- | --------------------------------------------------------------------------------------- | ------------------------ | -------------------------------------------------------------------------------------------- | ------------------ | --------------------------------------------------------------------------------- | ----------------------- |
| Особиста | Фейт Кіп'єгон Кенія                                                                     | 18.53                    | Генет Аялеу Ефіопія                                                                          | 18.54              | Азмера Гебру Ефіопія                                                              | 18.54                   |
| Командна | ЕфіопіяГенет Аялеу Азмера Гебру Ваганеш Мекаша Емебет Антенех Бузе Діріба Алем Моконнін | 17 очок2 3 4 8 (10) (11) | КеніяФейт Кіп'єгон Джанет Кіса Ненсі Чепкемвої П'юріті Ріонріпо Брілліан Чепкоеч Наомі Мітеї | 191 5 6 7 (9) (16) | ЯпоніяСуга Кацукі Кімура Томока Кодзакі Юріко Йокое Ріса Сібуя Ріса Йосіда Нацумі | 7512 13 23 27 (30) (34) |

## Медальний залік
| Місце               | Країна              | Золото | Срібло | Бронза | Загалом |
| ------------------- | ------------------- | ------ | ------ | ------ | ------- |
| 1                   | Кенія               | 6      | 3      | 2      | 11      |
| 2                   | Ефіопія             | 2      | 4      | 1      | 7       |
| 3                   | Уганда              | 0      | 1      | 2      | 3       |
| 4                   | США                 | 0      | 0      | 2      | 2       |
| 5                   | Японія              | 0      | 0      | 1      | 1       |
| Загалом (5 збірних) | Загалом (5 збірних) | 8      | 8      | 8      | 24      |

## Українці на чемпіонаті
Шостий чемпіонат поспіль українські кросмени участі в світовій першості з кросу не брали.

## Відео
- Підсумки чемпіонату на YouTube